# Устинов, Андрей Александрович
Андрей Александрович Устинов (род. 1975) — немецкий и российский медиа-художник. Работает на границе различных художественных дисциплин: перформанс, искусство в публичном пространстве, скульптура, видео-арт. В центре художественного внимания — критическое исследование глобального капитализма: язык, тело, публичное и приватное пространство, массмедиа, коммуникации, социальные и экономические отношения.

## Биография
Родился в 1975 году в городе Луга Ленинградской области.
В 1997-98 годах дебютировал как художник в составе арт-группы «Запасной выход». В этот период были сделаны первые перформансы и инсталляции. С 1999 года начало художественной деятельности на арт-сцене Петербурга, а затем Москвы. В 2001-03 годах учился в Санкт-Петербурге в Институте «ПРО АРТЕ» на курсе «Новые технологии в современном искусстве». С 2003 года живёт в Германии.
С 2005-08 начал художественное образование в Высшей школе искусств Касселя у немецкого видео-художника Бьёрна Мельхуса. В 2008-10 окончил образование в Академии медиаискусств в Кёльне у художников Марселя Оденбаха и Юлии Шер.
Живёт и работает в Берлине (Германия).

## Творчество
Участник многочисленных международных выставок, фестивалей и биеннале. Среди них:
- 17-я Биеннале Медиаискусства WRO: Draft Systems 2017, Вроцлав / Польша[1]
- Rendez-Vous 2008 Лион (Франция)[2]
- Московская Биеннале 2007 (Россия)
- Московский Медиа Форум 2007[3]
- Фестиваль короткого кино в Оберхаузене 2004 (Германия)
- Пражская Биеннале 2003 (Чехия)

## Призы, стипендии
- В 2010-11 годах был стипендиатом Фонда Розы Люксембург
- Победа в онлайн-голосовании на фестивале рисованных историй КОММИССИЯ 2009
- Особое упоминание жюри на Фестивале ИЗОЛЕНТА 2007
- В 2007 году был номинирован Российским Государственным Центром Современного Искусства на премию «Инновация» в номинации «Новая Генерация»
- Приз за лучший видео-перформанс на Фестивале независимого кино ТРОМАНАЛЕ 2006
- Гран-При Фестиваля Сверхкороткого Кино ESF 2004 за лучшее видео.

## Работы

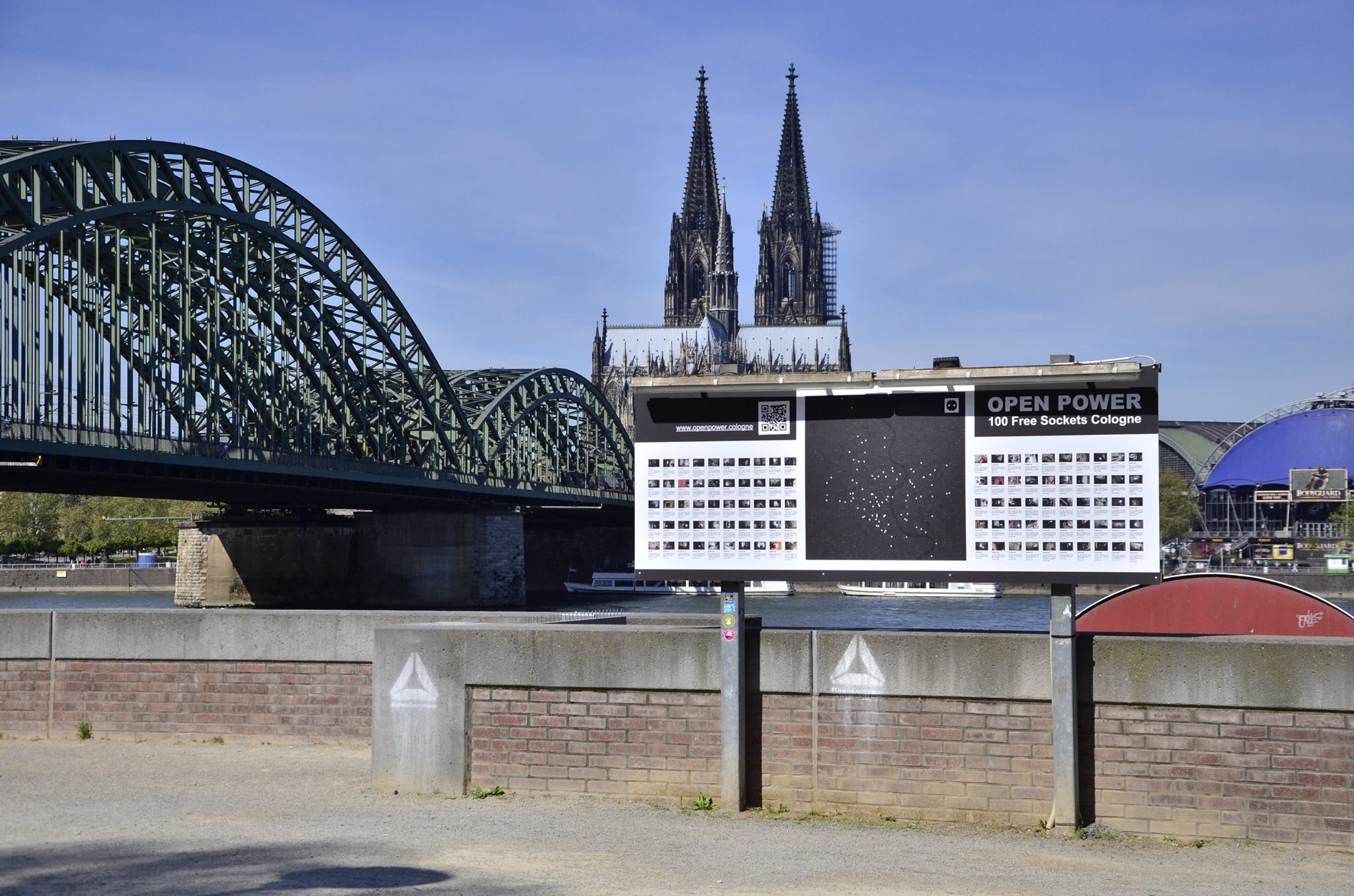
OPEN POWER- 100 Free Sockets Cologne, 2016

#### Site specific projects / Скульптуры / Инсталляции

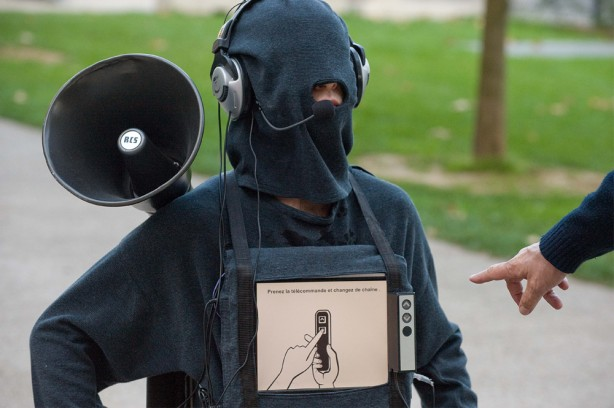
Мобильный сеанс, 2008, перформанс, Лион / Франция

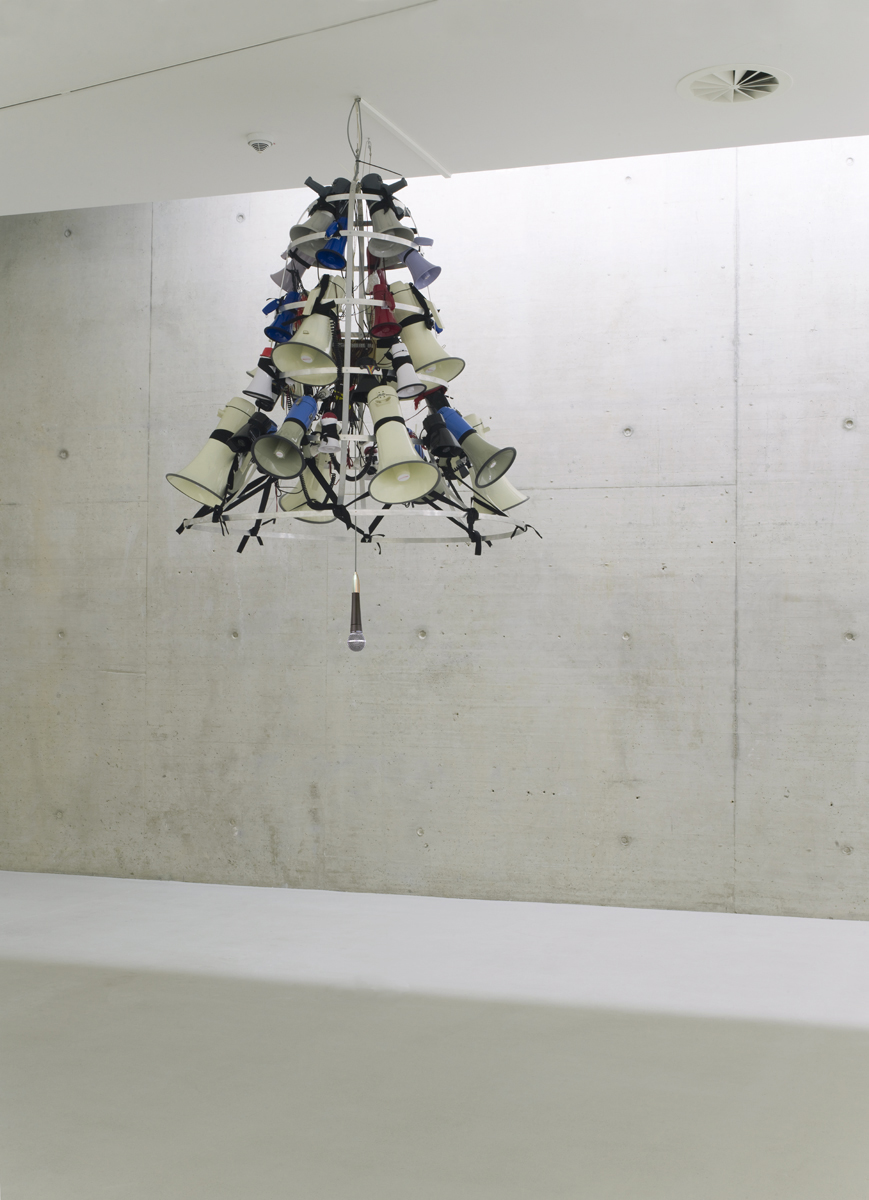
Набат, 2009, звуковая скульптура, Галерея KIT, Дюссельдорф / Германия

Фильм Нуар (2017), Open Power (2016), Шумный столб (2013), Светящийся ящик (2011), Лабиринт (2010), Набат (2009), Волшебная лампа (2008), Холодильник (2007)

#### Перформансы
Эхо (2015), Ночной кошмар (2010), Танец сердца (2009), Мобильный сеанс (2007-08), Весело и вкусно (2003), Игнание из рая (2002), Медиум (2001-02), Моисей (2001)

#### Фильмы / видео
Мобильный сеанс (2007-8), Скажите «А» (2006), А (2005), Нарцисс (2002), Изгнание из рая (2002), Вы поёте великолепно! (2001)

#### Комиксы
Свобода это рай (2007), Изгнание из рая (2004)

## Публикации
- DVD: Disruptive Film: Everyday Resistance to Power, Vol. 1, кураторы Эрнест Ларсен & Шерри Мильнер, Студия FACETS, 2016
- off topic #2, журнал по медиаискусству, Кёльнская Академия Медиа-искусств, Кёльн / Германия, 2010

## Пресса
- ARTiculAction Art Review, октябрь 2016, интервью для англоязычного журнала о современном искусстве
- https://web.archive.org/web/20170214102019/https://vimeo.com/166476455 RTL-West, май 9, 2016
- Kölner Stadt-Anzeiger, 06.05.16
- Kölnische Rundschau, 09.05.16, 08:01
- Артгид, июнь 2014, интервью для российского журнала о современном искусстве
- Lars Beuse «Labyrinth für Dummies und sonstige Stadtmöblierung» Köln Nachrichten, 18.07.2011
- «(Е)merge, арт-ярмарка в Capitol Skyline Hotel», Майкл О’Салливан, «The Washington Post», 2 октября 2014
- Марина Перчихина «Чтение белой стены» (Москва. НЛО. Серия «Очерки визуальности» 2012)
- Марина Перчихина "Ещё раз о «Войне», Частный Корреспондент, 20 Декабря, 2010
- Никита Кадан. «Худсовет. Школа взаимодействия», Художественный журнал, Август 2009 73/74
- Максим Райскин. «Мастер-класс с Ширин Нешат: нарциссизм, перформансы и бесконечное видео»